# まなべゆきこ
まなべ ゆきこは、日本の脚本家。アプレおよびCRG所属。
夫は映画監督の熊澤尚人。

## 略歴
東京都出身。2004年、映画『おと・な・り』（2009年）の原案である「A/PART」が函館港イルミナシオン映画祭シナリオ大賞長編部門で佳作受賞。
以来、主に映画を中心に脚本家として活躍する一方、2009年には小説「おと・な・り～萌芽のころ～」で、小説にも進出。
2013年の映画『ジンクス!!!』でも、原作・脚本を担当し、同名の小説も執筆している。

## 主な作品

### 映画
- ニライカナイからの手紙（2005年／脚本協力）
- 親指さがし（2006年／共同脚本）
- 雨の翼（2008年／脚本）
- グリンの冒険（CG短編アニメ 2008年／脚本）
- おと・な・り（2009年／脚本）
- 君に届け（2010年／脚本協力）
- ジンクス!!!（2013年／脚本）
- 近キョリ恋愛（2014年／脚本）
- オオカミ少女と黒王子（2016年／脚本）
- 心が叫びたがってるんだ。（2017年／脚本）[1]。
- 劇場版 奥様は、取り扱い注意（2020年/脚本）
- サイレントラブ（2024年/共同脚本）
- 逆火（2025／脚本）
- 富士山と、コーヒーと、しあわせの数式（2025／脚本）

### テレビドラマ
- 義経（NHK大河ドラマ 2005年／脚本協力）
- ワイルドライフ 〜国境なき獣医師団R.E.D.〜 第2話 パンダの涙 （NHKドラマ 2008年／脚本）
- バウンサー（BSスカパー！オリジナル連続ドラマ　全10話 2017年4月〜／脚本）
- 連続殺人鬼カエル男（このミステリーがすごい大賞ドラマシリーズ カンテレ 全8話　2020年1月〜／脚本）
- レッドアイズ 監視捜査班（日本テレビ 2021年／脚本）
- 超速パラヒーロー ガンディーン（NHK 2021年／脚本）[2]
- 雪女と蟹を食う（テレビ東京 2022年／脚本）
- 御社の乱れ正します!（BS-TBS 2024年／脚本）
- スノードロップの初恋（関西テレビ・フジテレビ 2024年／脚本）

### 小説
- 「おと・な・り〜萌芽のころ〜」（2009年　角川出版）
- 「ジンクス!!!」（2013年　角川文庫）